# Монгефоссен
Монгефоссен (норв. Mongefossen) — шестнадцатый по высоте водопад в мире (третий в мире по самому длинному непрерывному сегменту), расположен на реке Монге (норв. Monge) в Норвегии. Находится в муниципалитете Рёума в губернии Мёре-ог-Ромсдал. Неподалёку от Монгефоссена проходят европейская дорога E136 и протекает река Рёума. Высота составляет около 773 метров. Вблизи него проходит железнодорожная линия Рёума.